# Puig Agudell
El Puig Agudell és una muntanya de 195 metres que es troba al municipi de Vall-llobrega, a la comarca catalana del Baix Empordà.